# Decatur (Alabama)
 For alternative betydninger, se Decatur. (Se også artikler, som begynder med Decatur)
Decatur er en by i den nordlige del af staten Alabama i USA. Byen, der har tilnavnet The River City, ligger ved bredden af Wheeler Lake langs med Tennesseefloden. Den er den største by i og administrativt centrum for det amerikanske county Morgan County. Byen har 57.938(2020) indbyggere.

## Historie
Slaget ved Decatur under Den Amerikanske Borgerkrig blev udkæmpet fra 26. oktober til 29. oktober 1864 som led i Franklin-Nashville kampagnen. Slaget foregik omkring den gamle statsbank (Old State Bank). Der kan stadig ses kugler i murværket på den gamle neoklassicistiske bygning.

## Ekstern henvisning
- Wikimedia Commons har flere filer relateret til Decatur (Alabama)
- Decaturs hjemmeside Arkiveret 20. januar 2007 hos  Wayback Machine (engelsk)